# رابرت فینلی

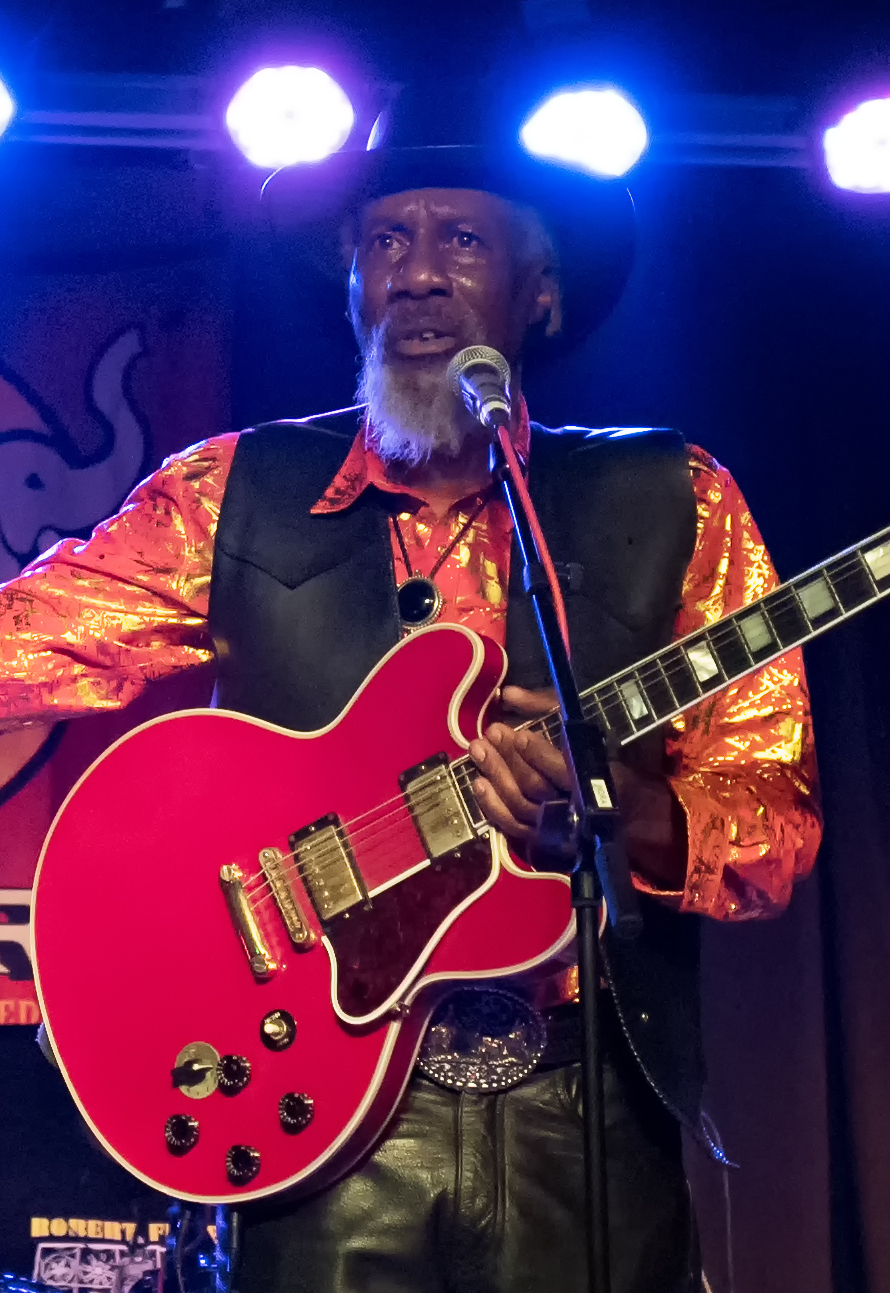
نگاره‌ای از رابرت فینلی، گیتارنواز آمریکایی- ۲۰۱۸

رابرت فینلی (انگلیسی: Robert Finley؛ زادهٔ ۱۹۵۰ میلادی در آمریکا) خواننده، ترانه‌سرا و نوازنده گیتار سبک بلوز و سول است. او پس از سال‌ها که نیمه‌حرفه‌ای فعالیت داشت و دوره‌ای از موسیقی دور بود. در سال ۲۰۱۶ با انتشار یک آلبوم به موسیقی بازگشت.
او از شرکت‌کنندگان فصل چهاردهم امریکاز گات تلنت در سال ۲۰۱۹ است.
چشم او کم بینا است.